# Горняк (город, Украина)
Горня́к (укр. Гірни́к) — город в Кураховской городской общине Покровского района Донецкой области Украины. До 2020 года был подчинён Кураховскому городскому совету. Находится вблизи железнодорожной станции Цукуриха, в западной части области на реке Волчьей (приток Самары, бассейн Днепра).

## История
Основан в 1938 году как шахтёрский посёлок Соцгородок.
Залежи угля на территории современного города были обнаружены в середине XIX века. Тогда здесь появились первые мелкие помещичьи и крестьянские копи. Широкое освоение угольных месторождений началось в 30-х годах XX века. К 1941 году были построены 3 шахты, население поселка составило 5,0 тыс. человек. Работали два магазина, средняя школа, амбулатория, клуб.
В 1958 году Соцгородок и прилегающие посёлки Комсомольский, Октябрьский, Первомайский, Победа и Промплощадка преобразованы в город с современным названием. В послевоенные годы здесь сооружены шлакоблочный завод (закрыт в 2008 году), комбинат строительных изделий, хлебокомбинат (закрыт в 2002 году).
С сентября 2024 года за город шли бои между Вооружёнными силами России и Вооружёнными силами Украины на фоне российско-украинской войны в ходе наступления российских войск на Покровском направлении.
26 октября согласно картам проекта Deep State, связанного с Генеральным штабом Украины, Горняк был оккупирован ВС РФ.

## Население
По состоянию на конец 2024 года проживало около тысячи человек.
| Год  | Количество жителей |
| ---- | ------------------ |
| 1939 | 900                |
| 1959 | 14216              |
| 1970 | 14646              |
| 1979 | 14745              |
| 1989 | 16203              |
| 1992 | 16400              |
| 1994 | 16000              |
| 1998 | 15100              |
| 2002 | 14207              |
| 2003 | 13832              |
| 2004 | 13471              |
| 2005 | 13062              |
| 2006 | 12730              |
| 2007 | 12355              |
| 2008 | 12088              |
| 2009 | 11981              |
| 2010 | 11897              |
| 2011 | 11762              |
| 2012 | 11762              |
| 2013 | 11641              |
| 2014 | 11510              |
| 2015 | 11378              |
| 2016 | 11214              |
| 2017 | 11110              |
| 2018 | 10984              |
| 2019 | 10866              |
| 2020 | 10725              |
| 2021 | 10581              |

## Экономика
Добыча каменного угля (ОП Шахта «Кураховская» ГП «Селидовуголь»). Шахта Святителя Василия Великого (бывшая шахта «Горняк»). Более 60 % занятых в народном хозяйстве трудятся в промышленности. Более 55 % населения работают на выезде, «Конти», шахта «Красноармейская западная» и т. д.

## Достопримечательности
- Стадион «Авангард»
- Спортклуб имени Шведченко (ул. Донецкая)
- Дворец культуры (ул. Донецкая)
- Св. Крестовоздвиженский храм
- Горняцкая городская больница (ул. Свободы)
- ОШ № 17
- ОШ № 18 (бывшая Школа-интернат)
- ОШ № 19 (с мая 2010 года — школа им. Т. Н. Ялового)
- Музей «Берегиня» (ОШ № 18)
- Детская музыкальная школа
- Дворец Детства
- Парк
- Протестантский храм

## Социальная сфера
3 общеобразовательные школы, музыкальная школа, 3 детских сада, больница, дом культуры, стадион, Дворец детства, спортивный клуб.